# IC 3150
IC 3150 ist eine verschmelzende Spiralgalaxie vom Hubble-Typ S im Sternbild Jungfrau am Nordsternhimmel. Sie ist schätzungsweise 322 Millionen Lichtjahre von der Milchstraße entfernt und hat einen Durchmesser von etwa 35.000 Lichtjahren. Unter der Katalogbezeichnung VCC 352 wird sie als Mitglied des Virgo-Galaxienhaufens aufgeführt, ist dafür jedoch zu weit entfernt.

Im selben Himmelsareal befinden sich u. a. die Galaxien NGC 4233, NGC 4276, IC 3131, IC 3148.
Das Objekt wurde am 20. November 1899 von Friedrich Karl Arnold Schwassmann entdeckt.